# Hypsugo alaschanicus
Hypsugo alaschanicus é uma espécie de morcego da família Vespertilionidae. Pode ser encontrada na China, Coreias, Rússia e Mongólia.